# Paläoindianer

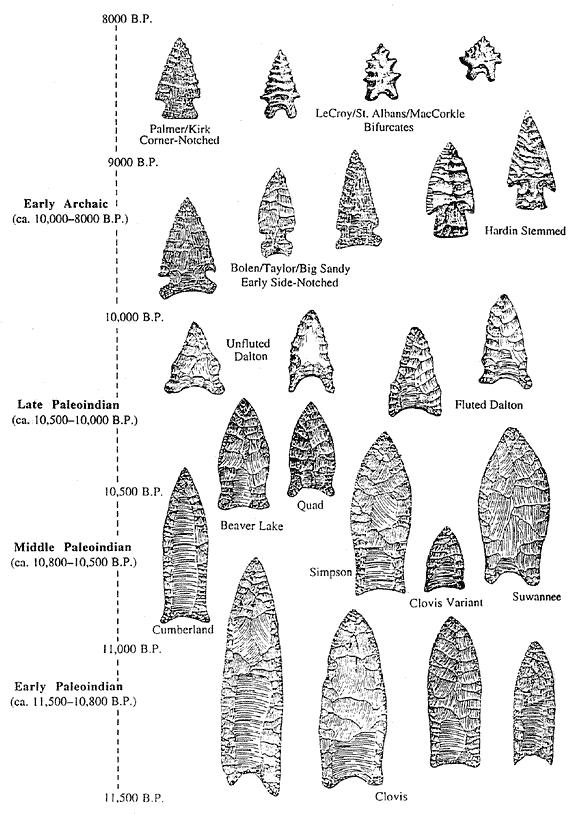
Projektilspitzen verschiedener Kulturen der südöstlichen USA in der päleoindianischen und der frühen archaischen Periode

Als Paläoindianer werden die ersten menschlichen Bewohner Amerikas bezeichnet, die den Kontinent am Ende der letzten Kaltzeit (in Nordamerika als Wisconsin glaciation bezeichnet) besiedelten. Der genaue Ablauf der Besiedlung Amerikas ist umstritten und Gegenstand der Forschung. Die ersten Menschen erreichten nach der aktuellen wissenschaftlichen Lehrmeinung den Kontinent über die damals noch bestehende Landbrücke Beringia zwischen Sibirien und Alaska. Als Beginn wurde bis etwa zur Jahrtausendwende  ca. 11.000 v. Chr. angenommen. Umstritten war, ob die ersten Menschen von Alaska an der Pazifikküste oder im Landesinneren durch den so genannten eisfreien Korridor zwischen dem Laurentidischen Eisschild und den Gletschern der Coast Mountains im heutigen Yukon-Territory, Kanada in den Kontinent vorstießen. Funde menschlicher DNA in den Paisley-Höhlen, Oregon, die im 21. Jahrhundert gemacht und veröffentlicht wurden, deuten auf einen Zugweg an der Küste. Ihr Alter wurde auf 14.300 Jahre Before Present bestimmt, was den Beginn der Besiedelung weiter in die Vergangenheit verschieben, aber die Theorien über die Richtung der Siedlungsbewegung bestätigen würde. Einzelne Funde in Monte Verde (Chile) oder Meadowcroft (Pennsylvania) mit zum Teil wesentlich älteren Datierungen können den Beginn der Besiedelung noch weiter verschieben oder müssen als Messfehler eingestuft werden. 

## Definition
Der Begriff Paläoindianer (Paleoindians) wurde 1957 von Hannah Marie Wormington in ihrem Buch Ancient Man in North America als Bezeichnung für die ersten Bewohner Amerikas geprägt. Sie beschrieb die Paläoindianer als „Menschen, die heute ausgestorbene Tierarten jagten, die den Westen Nordamerikas vor mehr als 6.000 Jahren bewohnten und die die geriffelten Faustkeile der östlichen Vereinigten Staaten herstellten.“ Sie bezog sich auf die so genannte Quartäre Aussterbewelle, bei der am Ende der Eiszeit die Megafauna des amerikanischen Kontinents bestehend aus Mammuten und dem Amerikanischen Mastodon, Hirschelch, Aenocyon dirus und verschiedenen Riesenfaultieren wie Eremotherium und Paramylodon verschwand. In welchem Umfang die Jagd durch die ersten Menschen des Kontinents Ursache für das Aussterben war, ist bis heute umstritten. 
Der Begriff wurde in der Fachliteratur sofort aufgenommen, allerdings kritisch betrachtet, da die zu diesem Zeitpunkt bekannten Kulturen Nordamerikas dieser Periode sich regional und im zeitlichen Verlauf stark unterschieden. Andere Autoren schlugen Lithic stage oder Big-Game Hunting tradition vor. Seit Mitte der 1970er Jahre hat sich der Begriff aber trotz aller Schwierigkeiten der Abgrenzung durchgesetzt.

## Entwicklung

Bestätigte Prä-Clovis-Fundorte

Die Epoche der Paläoindianer beginnt mit der Besiedlung des amerikanischen Kontinents. In den 1920er Jahren wurde ein Fund aus Folsom und 1935 einer aus Clovis untersucht, bei dem jeweils indianische Pfeilspitzen in Knochen ausgestorbener Tierarten erkannt wurden. Anhand der Tierknochen konnten die Funde grob datiert werden und sie gaben die ersten Anhaltspunkte für die Entwicklung der amerikanischen Ureinwohner. Bis Ende des 20. Jahrhunderts galt die Clovis-Kultur als die früheste indianische Kultur und die Forschung versuchte nachzuweisen, ob sie aus Asien mitgebracht oder in Amerika entstanden war. Mit den Datierungstechniken des späten 20. Jahrhunderts wurden vereinzelte Siedlungsspuren identifiziert, die klar älter waren als Clovis, und um die Jahrtausendwende etablierte sich die Überzeugung, dass es Menschen vor Clovis (pre-Clovis) in Amerika gegeben hatte. 
Im Buttermilk Creek Complex, Texas, wurden 2011 die bislang ältesten Funde von Artefakten in Amerika gemacht. Die fundführende Schicht wurde mit Hilfe optisch stimulierter Lumineszenz (OSL) auf ein Alter zwischen 15.500 und 13.200 Jahren Before Present datiert. Neben rund 50 aufwändigen Steinwerkzeugen wurden hunderte kleine Abschläge und tausende Bruchstücke von der Herstellung der Geräte gefunden. Die Projektilspitzen sind als Vorläufer der Clovis-Spitzen erkennbar, womit bewiesen ist, dass die Technik der charakteristischen Steinwerkzeuge in Amerika entwickelt und nicht bereits aus Asien mitgebracht wurde. In den Paisley-Höhlen, Oregon, konnten auch menschliche DNA sowie Werkzeugspuren im Alter deutlich vor Clovis identifiziert und datiert werden. Funde von Mammut-Skeletten im mexikanischen Tultepec, die als Jagdort mit künstlichen Fallgruben interpretiert werden, weisen darauf hin, dass bereits vor etwa 15.000 Jahren aufwändige Jagdtechniken auf Großwild verbreitet waren.

### Clovis-Kultur
Die erste großflächig verbreitete Kultur Amerikas war die Clovis-Kultur (auch Llano-Kultur), benannt nach dem eponymen Fundort in Clovis, New Mexico. Sie lässt sich auf etwa 11.000 bis 10.800 Before Present datieren und ist gekennzeichnet durch charakteristische Projektilspitzen aus Feuerstein und Hornstein mit einer kannelierten Basis und beidseitiger Flächenretusche. Die Menschen zogen in kleinen Familienverbänden als Jäger und Sammler durch Nord- und Mittelamerika von Alaska bis Panama, ein Raum, der partiell noch stark durch die abschmelzenden Eismassen geprägt war. Südlich von Panama wurden die Clovis-Spitzen durch die als gleichzeitig angenommenen Fischschwanzspitzen ersetzt. Sie sind nicht gekehlt, sondern haben nahe dem unteren Ende einen Einzug, der am Ende selbst wieder ausfällt und so an einen Fischschwanz erinnert.

### Folsom-Kultur
Es folgte die Folsom-Kultur (selten auch Lindenmeier-Kultur), ebenfalls benannt nach einem Fundort in New Mexico. Sie dauerte etwa von 10.900 bis 10.200 vor unserer Zeit und ist geprägt durch ein größeres Beutespektrum der Jäger, wahrscheinlich als Reaktion auf das Aussterben der noch von der Eiszeit geprägten Megafauna. Die Speerspitzen der Zeit waren wesentlich kleiner und flacher gearbeitet als die der Vorgängerkultur.

### Späte paläoindianische Kulturen
Die folgenden Kulturen unterschieden sich regional. Sie haben gemeinsam, dass die Projektilspitzen in der Regel nicht mehr gekehlt waren und sie waren wieder größer als die der Folsom-Kultur. Zu ihnen gehören die Dalton-Kultur und die San-Patrice-Kultur im Südosten Nordamerikas und die Plano-Kultur (auch Plainview-Kultur) im Südwesten und dem heutigen Mexiko.

## Ende und Übergang
Die paläoindianische Periode endet typischerweise um 8.000 v. Chr., es folgt die Archaische Periode, die durch beginnende Elemente der Sesshaftwerdung und Anfänge der Keramik gekennzeichnet ist. Die Grenze bei 8.000 v. Chr. gilt für den Osten Nordamerikas und Mesoamerika. Im Norden Südamerikas, Teilen der Karibik und in den Great Plains Nordamerikas setzen die Entwicklungen erst später ein. Im Westen Nordamerikas lässt sich nach Clovis keine klare Epochengrenze mehr erkennen, die einzelnen Kulturen verlaufen in einzelnen auch kleinräumigen Regionen parallel versetzt oder es gibt regional große Unterbrechungen in den Funden. In Zentralamerika und dem größten Teil Südamerikas endet die Vergleichbarkeit mit dem Rest des Kontinents etwa mit dem Ende der Folsom-Kultur.